# Louis Hector Pron
Louis Hector Pron, né à Sézanne (Marne), le 29 décembre 1817, mort à Troyes (Aube) le 5 novembre 1902, est un peintre français.

## Œuvres
- Les voisins, une mare en Brie, Salon de 1879
- Bords de la Seine au matin, musée des beaux-arts de Troyes